# Михаил Бойчинов
Михаил Косев Бойчинов е български политик от Българската социалдемократическа партия.

## Биография
Роден е през 1859 г. в Дряново. Заедно с други съмишленици през 1888 г. основава социалистическа дружинка в родния си град. През 1891 г. участва на Търновската социалистическа сбирка като представител на града си. Същата година взема участие и в Учредителния конгрес на Българската социалдемократическа партия на Бузлуджа. От 1893 г. е член на Общия съвет на БРСДП. От ноември 1890 до юли 1894 г. е помощник-кмет на Дряново. През август 1894 г. е избран за кмет на Дряновската комуна. Бойчинов е създател и пръв председател на македоно-одринско дружество в Дряново. От 1901 г. е редактор на социалистическия вестник „Дряновски вестник“. След това продължава да работи в БРСДП (т.с.) и БКП. Умира през 1934 г.